# Saison 1988-1989 de l'USM Alger
Maillots
Chronologie
Saison précédente Saison suivante
La saison 1988-1989 de l'USM Alger est la 16e saison du club en première division du championnat d'Algérie. L'équipe est engagée en Division 1, en Coupe d'Algérie et en Coupe d'Afrique des vainqueurs de coupe.

## Compétitions

### Championnat d'Algérie
| Date                         | J  | Adversaire      | Lieu | Résultat | Buteurs pour l'USMA                            |
| 22 septembre 1988            | 1  | MC Oran         | Dom. | 2 - 2    | Kabrane 44e, Bengana 50e                       |
| 29 septembre 1988            | 2  | JSM Tiaret      | Ext. | 1 - 0    | -                                              |
| 20 octobre 1988              | 3  | USM Annaba      | Ext. | 0 - 0    | -                                              |
| 24 octobre 1988              | 4  | RS Kouba        | Dom. | 2 - 2    | Kabran 20e, Mouassi 88e                        |
| 1er novembre 1988            | 5  | U. Aïn Beïda    | Ext. | 2 - 0    | -                                              |
| 10 novembre 1988             | 6  | JS Bordj Menail | Dom. | 1 - 0    | Benkhalidi 49e (pen.)                          |
| 17 novembre 1988             | 7  | ESM Bel-Abbès   | Ext. | 3 - 1    | Laalili 85e                                    |
| 23 janvier 1989 Match retard | 8  | MO Constantine  | Dom. | 2 - 0    | Kabrane 59e, Lemani 68e                        |
| 1er décembre 1988            | 9  | ASM Oran        | Ext. | 1 - 1    | Laalili 85e                                    |
| 5 décembre 1988              | 10 | MC Alger        | Dom. | 1 - 2    | Benkhalidi 44e                                 |
| 8 décembre 1988              | 11 | RC Relizane     | Ext. | 1 - 1    | Benkhalidi 83e                                 |
| 23 décembre 1988             | 12 | USM El Harrach  | Dom. | 1 - 0    | Kabrane 14e                                    |
| 26 décembre 1988             | 13 | E.Collo         | Ext. | 0 - 2    |                                                |
| 26 janvier 1989              | 14 | JE Tizi Ouzou   | Dom. | 0 - 0    | -                                              |
| 30 janvier 1989              | 15 | AS Ain M'lila   | Ext. | 0 - 0    |                                                |
| 02 février 1989              | 16 | MC Oran         | Ext. | 0 - 0    | -                                              |
| 16 février 1989              | 17 | JSM Tiaret      | Dom. | 2 - 0    | Hadj Adlane 19e, Baaziz 33e                    |
| 20 février 1989              | 18 | USM Annaba      | Dom. | 2 - 0    | Kabrane 18e, Hadj Adlane 76e                   |
| 27 février 1989              | 19 | RS Kouba        | Ext. | 0 - 1    | -                                              |
| 02 mars 1989                 | 20 | U. Aïn Beïda    | Dom. | 4 - 1    | Hadj Adlane 35e 61e, Benkhalidi 40e, Hamaz 43e |
| 06 avril 1989 match retard   | 21 | JS Bordj Menail | Ext. | 0 - 2    | -                                              |
| 17 mars 1989 match retard    | 22 | ESM Bel-Abbès   | Dom. | 1 - 0    | Kabrane 8e                                     |
| 24 avril 1989 match retard   | 23 | MO Constantine  | Ext. | 0 - 1    | -                                              |
| 27 mars 1989                 | 24 | ASM Oran        | Dom. | 2 - 1    | Hadj Adlane 20e 87e                            |
| 30 mars 1989                 | 25 | MC Alger        | Ext. | 0 - 2    | -                                              |
| 13 avril 1989                | 26 | RC Relizane     | Dom. | 2 - 0    | Laalili 6e, Hadj Adlane 47e                    |
| 28 avril 1989                | 27 | USM El Harrach  | Ext. | 1 - 1    | Hamaz 50e                                      |
| 25 mai 1989 match retard     | 28 | E.Collo         | Dom. | 0 - 2    | -                                              |
| 11 mai 1989                  | 29 | JE Tizi Ouzou   | Ext. | 1 - 7    | Kourifa 23e                                    |
| 1er juin 1989                | 30 | AS Ain M'lila   | Dom. | 0 - 0    | -                                              |

### Coupe d'Algérie
| Date            | Heure  | Tour          | Adversaire           | Stade (ville)                   | Résultat | Buteurs pour l'USMA         |
| 12 janvier 1989 | 14h 30 | 32e de finale | Jeunesse de Belcourt | Stade du 5-Juillet-1962 (Alger) | 2 - 0    | Baaziz 15e, Hadj Adlane 67e |
| 24 février 1989 | 14h 30 | 16e de finale | Entente de Collo     | Stade du 19-Mai-1956 (Annaba)   | 1 - 2    | Benkhalidi 84e              |

## Statistiques

### Statistiques collectives
| Compétition                             | Débute au tour | Termine        | Matches joués | Gagnés | Nuls | Perdus | Buts pour | Buts contre | Différence |
| --------------------------------------- | -------------- | -------------- | ------------- | ------ | ---- | ------ | --------- | ----------- | ---------- |
| Division 1                              | -              | Seizième place | 30            | 9      | 10   | 11     | 27        | 34          | −7         |
| Coupe d'Algérie                         | 1/32 de finale | 1/16 de finale | 2             | 1      | 0    | 1      | 3         | 2           | +1         |
| Coupe d'Afrique des vainqueurs de coupe | Premier tour   | 1/8 de finale  | 4             | 2      | 0    | 2      | 5         | 2           | +3         |
| Total                                   | -              | -              | 36            | 12     | 10   | 14     | 35        | 38          | −3         |